# カンファー-1,2-モノオキシゲナーゼ
カンファー-1,2-モノオキシゲナーゼ（camphor 1,2-monooxygenase）は、次の化学反応を触媒する酸化還元酵素である。
(+)-ボルナン-2,5-ジオン + 還元型ルブレドキシン + O2 {\displaystyle \rightleftharpoons } 5-オキソ-1,2-カンホリド + 酸化型ルブレドキシン + H2O
この酵素の基質は(+)-ボルナン-2,5-ジオン、還元型ルブレドキシン、O2で、生成物は5-オキソ-1,2-カンホリド、酸化型ルブレドキシンとH2Oである。補因子として鉄を用いる。
組織名は(+)-camphor,reduced-rubredoxin:oxygen oxidoreductase (1,2-lactonizing)で、別名に2,5-diketocamphane lactonizing enzyme、camphor ketolactonase I、oxygenase, camphor 1,2-mono、ketolactonase Iがある。